# شمالدی-سای
شمالدی-سای (قرقیزی: Шамалды-Сай) یک شهرک در قرقیزستان است که در شهرستان نوکند واقع شده‌است. جمعیت شمالدی-سای در ۲۰۰۹، ۹٬۸۰۰ نفر گزارش شده‌است.